# Rifugio Peller
Il rifugio Peller (2.022 m s.l.m.) è uno dei 34 rifugi SAT presenti in Trentino. È situato nelle Dolomiti di Brenta tra la val di Non e la val di Sole ed è di proprietà della SAT di Cles.

## Storia
Il rifugio Peller venne costruito nel 1903 per iniziativa di alcuni membri della SAT di Cles. Fu definitivamente in mano della SAT dal 1914.
Nel 1943 un grande incendio lo distrusse completamente e venne ricostruito solo nel 1952 dai soci della SAT di Cles. Ma nel 1962 un altro grande incendio distrusse nuovamente il rifugio Peller, questa volta venne ricostruito nel versante nord-est nei pressi della località Malgari e venne inaugurato nel 1965. Il rifugio è stato inoltre ristrutturato recentemente.

## Accessi
Si può raggiungere il rifugio Peller sia dalla val di Non che dalla val di Sole. Gli accessi più comuni sono: 

val di Non:
- da Cles (658 m) lungo una strada carreggiabile di 17 chilometri (si può abbreviare in auto fino al lago dei Durigal a 1868 m) - segnavia SAT 313 - dislivello 1364 metri, 4 ore (o in alternativa, con l'abbreviazione 154 metri in mezzora)
- dal lago di Tovel (1180 m) per un lungo e ripido sentiero che inizialmente porta all'altezza del pian de la Nana poi lo ridiscende a Nord fino al rifugio - segnavia SAT 309, 310 e 306 - dislivello 1042 metri, 5/6 ore;
- dall'Albergo Capriolo (825 m) lungo un facile ma lungo sentiero - segnavia SAT traccia e poi 336 - dislivello 1197 metri, 5 ore.

val di Sole:
- da Malé (738 m) per un sentiero e poi strada passando per il rifugio Mezzol e la malga Clesera - segnavia SAT 313 - dislivello 1284 metri, 3.30 ore;
- molti altri sentieri che partono dalla val di Sole.

## Traversate
Nonostante il rifugio Peller sia esterno al gruppo di Brenta in quanto è più a nord dell'ultima vetta è un comodo punto d'appoggio, nonché l'unico del Brenta settentrionale.
Da qui si possono compiere le seguenti traversate:
- Alla malga Tassulla (2087 m) e bivacco Pinamonti: per il sentiero SAT 336, 0.30 ore e dislivello minimo;
- al lago di Tovel (1180 m): per stradina poi lungo il sentiero SAT 311 e val Formiga sentiero 309, tempo 3.30 ore;
- al bivacco Costanzi (2365 m) attraversando tutto il Pian de la Nana e varcando la sella tra cima Nana e Sasso Rosso per poi raggiungere la radura ove sorge il bivacco, 343 metri in dislivello e circa 3 ore di tempo;
- a tutte le altre malghe come malga Clesera,  malga Tuena,  malga Malgaroi,  malga Culmei, al rifugio Mezzol e al lago delle Salare;
- dal rifugio Peller parte poi l'attraversata "per eccellenza", l'attraversata del gruppo di Brenta settentrionale fino al rifugio Stoppani (2437 m) e al rifugio Graffer al Grostè (2261 m), e può avvenire in due modi:
  - per il sentiero delle Palete - 6 ore
  - o per la ferrata Costanzi passando per il Bivacco Bonvecchio (2780 m) e toccando Sasso Alto (2897 m) - 8/10 ore.[1]

## Ascensioni

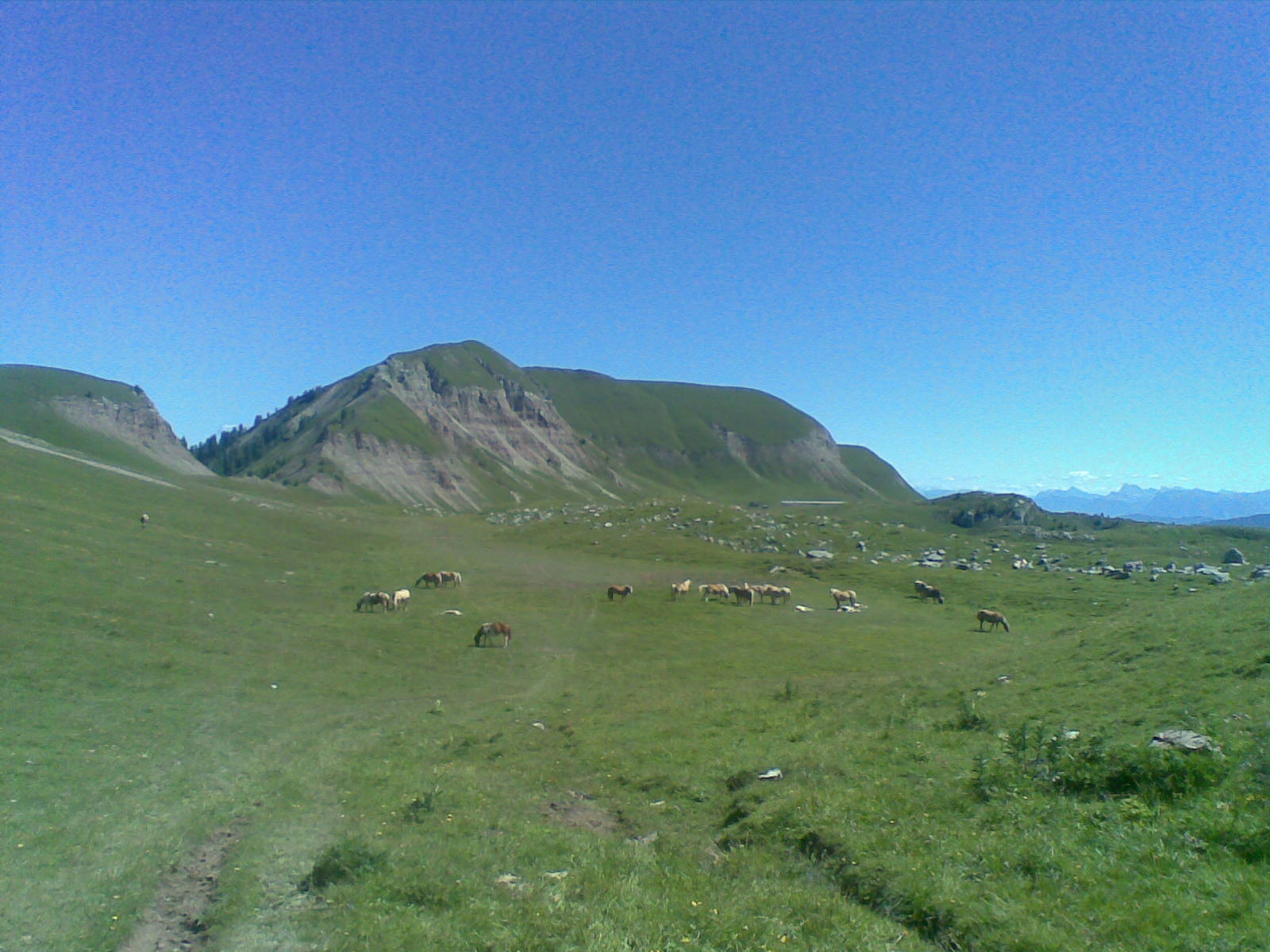
Il monte Peller, dal quale il rifugio prende il nome.

Tutte le cime che sorgono attorno al Pian del la Nana sono ottime vette partendo dal rifugio Peller. In ordine antiorario dalla più adiacente:
- Monte Peller (2319 m) - 1 ora
- Monte Pelleròt (2293 m) - 1.30 ore
- Cima Cesta (2454 m) - 2.30 ore
- Cima Nana (2572 m) - 3 ore
- Sasso Rosso (2654 m) - 3.30 ore
- Cima Uomo (2543 m) - 3.30 ore
- Pale di Vallina (2397 m) - 2.30 ore
- Cima Castellaccio (2205 m) - 1.30 ore

infine tutte le vette toccate dal sentiero Costanzi

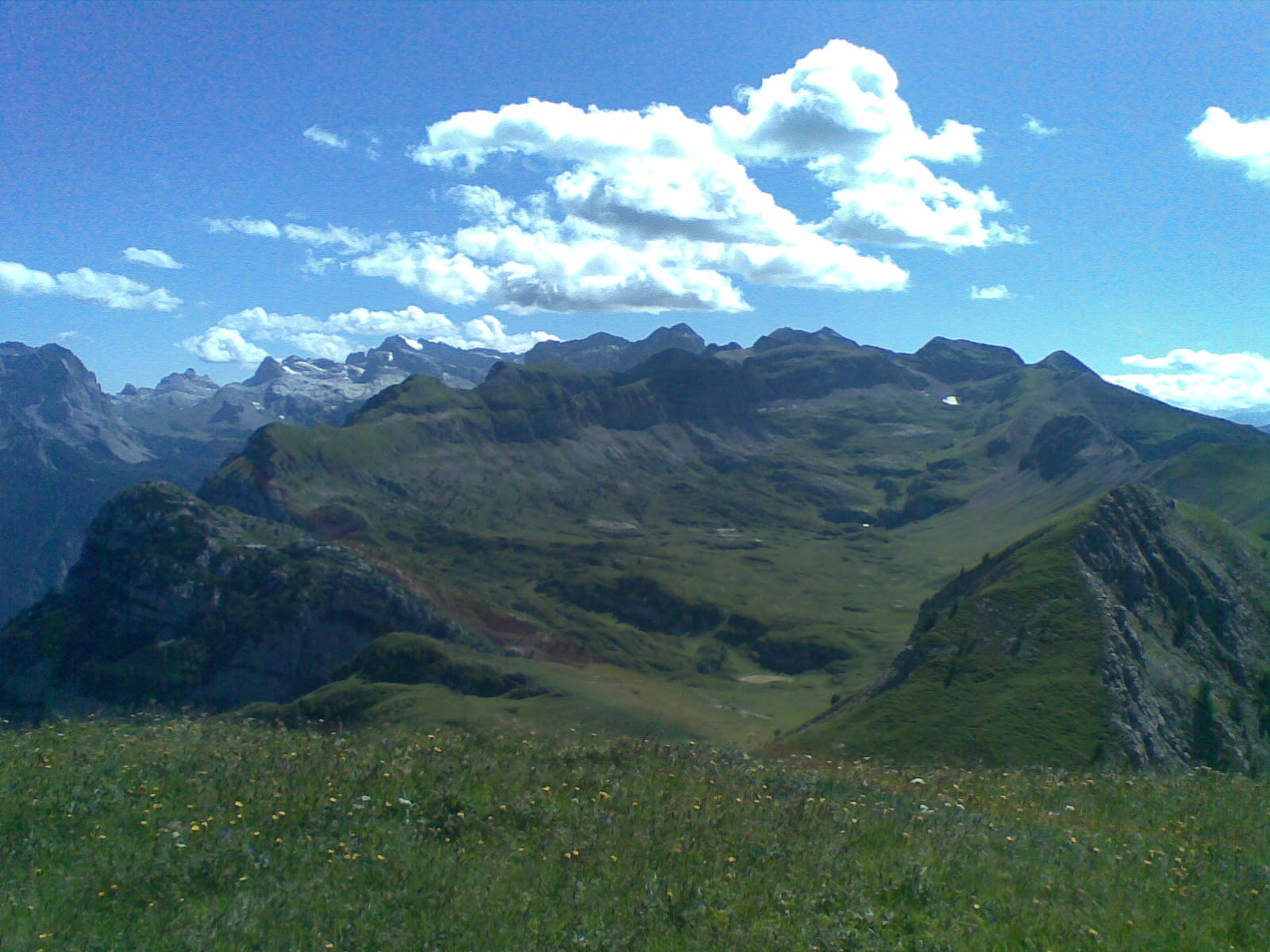
Fantastica vista sulle Dolomiti di Brenta settentrionali, tutte le vette raggiungibili dal rifugio Peller

- Cima Benon - 2687 m;
- Cima Tuena - 2685 m;
- Cima del Vento - 2761 m;
- Cima delle Livezze - 2780 m;
- Cima Rocca - 2824 m;
- Cima Paradiso - 2838 m;
- Cima Sassara - 2894 m;
- Sasso Alto - 2897 m.